# Reform UK

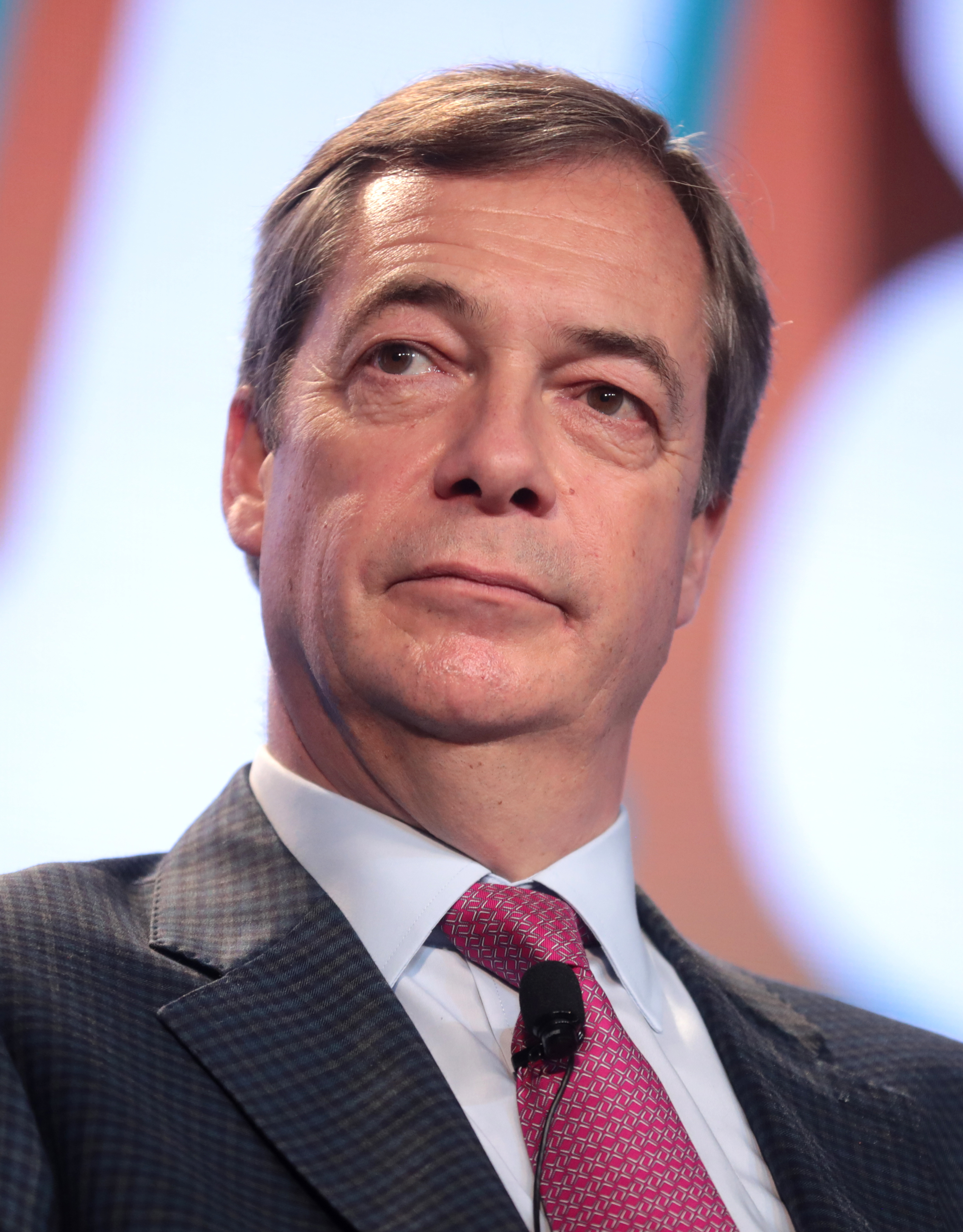
Partiledare Nigel Farage

Reform UK är ett politiskt parti i Storbritannien. Partiet grundades i november 2018 som Brexitpartiet och förespråkade en "hård Brexit", att Storbritannien skulle lämna EU utan att delta i den inre marknaden, med eller utan avtal, och utan att dra ut på det. 
Efter att Storbritanniens utträde ur EU trädde i kraft 2020 bytte partiet 4 januari 2021 namn till Reform UK, och har skiftat fokus till att driva en invandringskritisk linje. Partiet leds av Nigel Farage.

## Historik

### Grundande
I november 2018 utsåg UK Independence Party's (UKIPs) partiledare Gerard Batten Tommy Robinson till sin rådgivare, trots dennes bakgrund som grundare av English Defence League. Detta fick många ledande UKIP-politiker att lämna partiet.
Catherine Blaiklock grundade Brexitpartiet den 19 november 2018 med stöd från Nigel Farage, tidigare partiledare för UKIP. En kort tid senare gick Farage och sex andra UKIP-Europaparlamentariker över till Brexitpartiet. De andra var Tim Mark Aker, Jonathan Bullock, David Coburn, Nathan Gill, Julia Reid och Bill Etheridge. En kort tid senare följde de tidigare UKIP-ordförandena Paul Nuttall och Diane James efter. Farage tog sedan över ordförandeskapet.

## Valresultat

### Brittiska underhuset
Lee Anderson, vald som konservativ ledamot i valet 2019, hoppade över till Reform UK i mars 2024 och blev partiets första ledamot i underhuset.
I parlamentsvalet 2024 vann partiet fem mandat i underhuset: Lee Anderson för Ashfield, Nigel Farage för valkretsen Clacton, Richard Tice för Boston and Skegness, Rupert Lowe för Great Yarmouth och James McMurdock för South Basildon and East Thurtock. I totala antalet röster blev partiet tredje största partiet i valet med 14 %. Inför valet hade partiet ingått en valteknisk samverkan med Traditional Unionist Voice (TUV) på Nordirland, vilka erhöll ett mandat med Jim Allister för valkretsen North Antrim. Lowe lämnade senare Reform UK, men partiet fick återigen en femte parlamentsledamot när dess kandidat Sarah Pochin 2025 vann fyllnadsvalet i Runcorn and Helsby.
| Val  | Mandat   | %      | Röster    | Ref    |
| ---- | -------- | ------ | --------- | ------ |
| 2019 | 0 av 650 | 2 %    | 644 257   | [ 11 ] |
| 2024 | 5 av 650 | 14,3 % | 4 117 221 | [ 12 ] |

### Europaparlamentet
I Europaparlamentsvalet 23 maj 2019 fick partiet 30,6 %, vilket var den högsta siffran bland de brittiska partierna och gav partiet 29 mandat i parlamentet.
När Storbritannien utträdde ur EU 31 januari 2020 lämnade de brittiska ledamöterna Europaparlamentet.